# Canal 6 de julio
Canal 6 de Julio es un medio alternativo de comunicación en México que produce, exhibe y distribuye documentales en video. Este colectivo aborda temas que no se publican o transmiten en los medios de comunicación dominantes en México. Debido a que trata temas considerados sensibles, ha sido objeto de acoso.
Su creación está directamente relacionada con las elecciones presidenciales de 1988. Su nombre alude a la fecha en que éstas se llevaron a cabo, pues para sus fundadores, esa fecha marcaba un antes y un después en la democracia mexicana. Es en este ambiente en que esta asociación se gesta y, al año siguiente, produce su primer documental.
Esta productora posee un extenso archivo fílmico que comprende muchas horas de imágenes y entrevistas relativas a movilizaciones sociales, luchas obreras, campañas políticas y grupos armados que desde hace más de dos décadas ha capturado. Es considerado precursor de la comunicación audiovisual independiente en México y sus producciones a menudo son tomadas como referencia informativa.

## Filmografía
Desde su fundación, Canal 6 de Julio ha publicado más de 80 documentales (incluyendo algunos producidos por Redes Cinevideo), abordando temas referentes a la vida política y social mexicana, desde economía, política, fraudes electorales y manipulación mediática hasta movimientos sociales, derechos humanos, grupos armados y contrainsurgencia.

## Libros
En conmemoración de su vigésimo aniversario, Canal 6 de Julio publicó en 2008 su primer libro, que se titula Canal 6 de Julio, la guerrilla fílmica. Esta obra resume dos décadas de trabajo y describe la manera en que se ha desarrollado la labor de esta productora. Cuenta con las colaboraciones de Carlos Montemayor, José Reveles, Carlos Monsiváis, Miguel Ángel Granados Chapa, entre otros. Incluye un listado de las producciones realizadas por Canal 6 de Julio desde 1988 hasta la fecha de publicación de este libro.

## Premios y reconocimientos
Obtuvo el primer lugar en la Primera Bienal de Video en 1990. En 1991, Canal 6 de Julio fue premiado con el Premio Manuel Buendía a la Trayectoria Periodística. Las universidades públicas que organizan el Premio Manuel Buendía le extendieron un reconocimiento especial en 1992.